# 中國娃娃 (攝影作品)

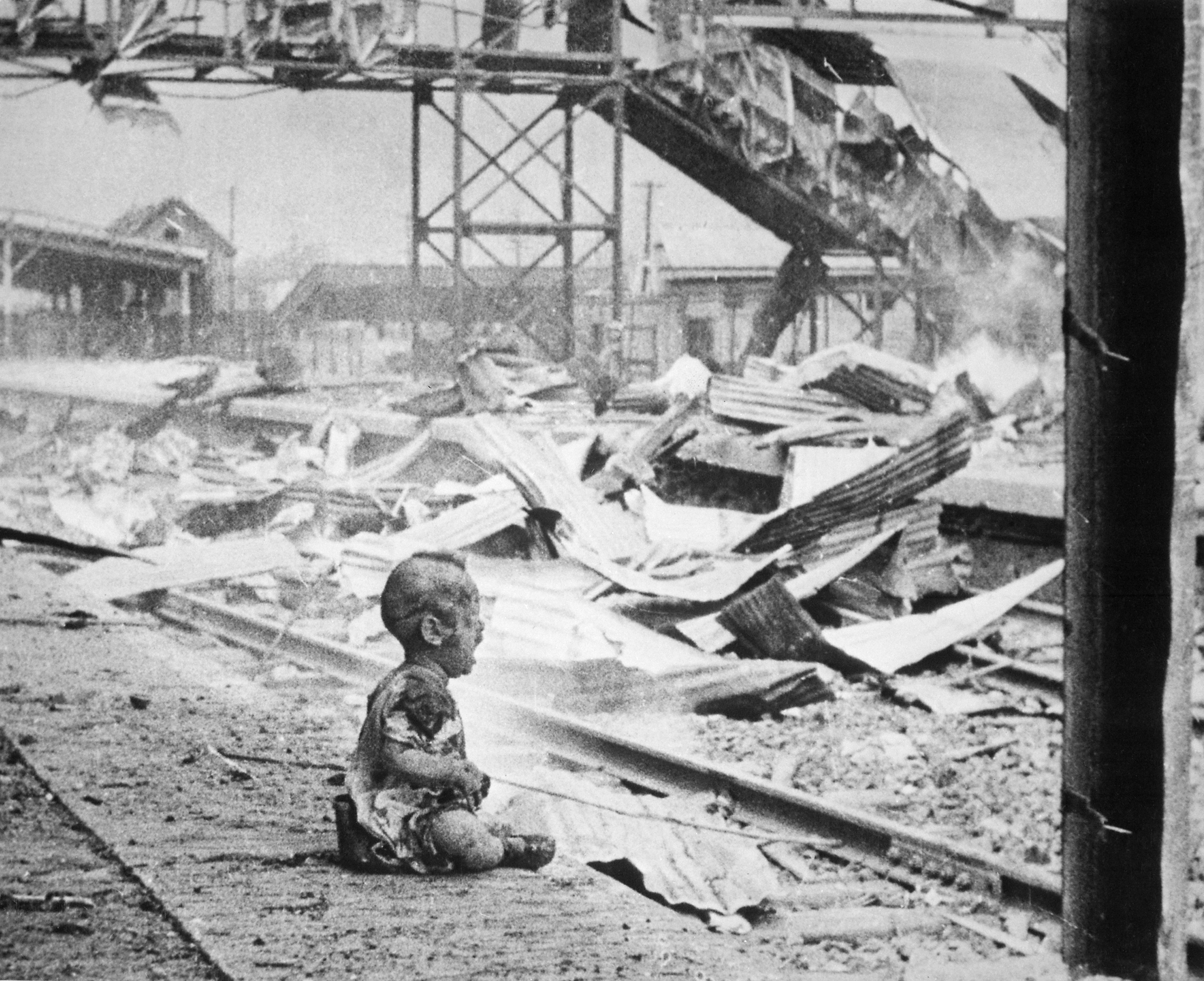
1937年8月28日，星期六，上海南火车站被炸毁的废墟中一名哭泣的宝宝的照片。

《中國娃娃》（A Chinese baby amid the wreckage）是中國抗日戰爭期間一幅戰地攝影作品，該作品首度公開於1937年的美國《生活雜誌》。攝影者為美籍華裔戰地記者王小亭，時間地點則為淞滬會戰時8月28日的上海南火車站。
名為《中國娃娃》的該照片，因為殘破的戰爭廢墟與哭泣的小嬰兒圖像，不但震驚美國輿論界，甚至迅速流傳於全世界。有許多人認為，該照片是美國民眾從支持到反對日本侵略中國的關鍵之一。《生活雜誌》事後粗算，該照片光是當期就有1億3千6百萬人瀏覽閱讀。这张照片也被称为《没有母亲的中国娃娃》（Motherless Chinese Baby）、血腥的星期六（Bloody Saturday）、上海火车站的婴儿（The Baby in the Shanghai Railroad Station）。这张照片被视作是第二次世界大战的标志性照片之一。2003年，此照片入选《生活雜誌》主持评选的《改變世界的100幅照片》。
《中國娃娃》並非偽造的相片，一些人認為《中國娃娃》這張照片是假的，是王小亭蓄意操縱拍攝現場布置、製造戲劇效果後所拍攝出來的照片；然而根據現場目擊者的作證，這照片並非造假，而是真實的照片。

## 背景
1937年7月7日盧溝橋事變發生，中日全面戰爭爆發。1937年8月，日軍派出上海派遣軍，該軍隊之後更名為中國派遣軍，並迅速增加至50萬兵力，開始向上海進攻。另一方面，中華民國政府則集結國民革命軍70萬兵力保衛上海。
因為上海屬國際都市，中日戰爭隨即引起世界各地新聞媒體注目。而其中，提供英美報紙雜誌通訊的萬國新聞通訊社、赫斯特新聞社也都派員參與報導。而華裔攝影新聞記者王小亭，則屬於赫斯特新聞社記者。
王小亭（1900年－1981年）為美籍華裔攝影師，在上海開設照相館。於美學成後，王小亭即擔任英美公司的新聞短片攝影師。之後，他於1925年－1937年間，歷任「萬國新聞通訊社」攝影記者、上海申報新聞攝影記者及美國赫斯特新聞社記者。事實上，他為中國第一位姓名可考之新聞攝影記者。王小亭在8月14日曾拍攝許多戰爭照片，當天也被稱為「血腥星期六」。

## 照片场景
一个满身鲜血的幼童坐在上海火车站废墟旁的铁轨上，惶恐地嚎啕大哭。

## 淞滬會戰
8月13日，超过10,000名日本海軍陸戰隊攻擊上海虹口，與中国保安队正面會戰。日本本來预期3天就可以轻松征服上海，3个月就可征服中国，不過卻遭遇了意想不到的中國軍隊激烈抵抗。激戰十日後的8月22日，日本正式派出陸軍第3、8和11师團在海军炮轰的配合下，发起两栖作战，继续在川沙、宝山登陆。中國國軍於日舰猛烈炮火，无法进行有效反攻。
8月23日晨，日军陸軍第11师团連同日本海軍與中国海防司令沈鴻烈部戰艦激戰，隨後，日軍以船艦噸量與數量佔優勢，中国海防失守。之後，日軍30餘艘敌舰密集炮火掩护下，向狮子林、川沙口登陆，攻击宝山、月浦、罗店。美国国务卿赫尔呼吁，中日双方停战。不過，因國民政府軍事委員會委員長蔣中正決定全面抗戰，中日雙方拒絕停戰呼籲，於是發生淞滬會戰中期的張華浜戰鬥。
1937年8月23日至27日，以上海市區張華浜及上海南火車站一帶的巷戰展開，日軍遭到中國國軍突襲並產生意料之外死傷。不過因為日軍陸軍增援及海空軍取得優勢，日軍迅速獲得勝利，但是為了肅清中國頑抗的堅守殘軍以及展現軍力，仍於張華浜戰鬥後之8月28日對於上海展開戰略轟炸，而地點即為張華浜港區與上海南火車站之非租界地區。

## 拍攝過程

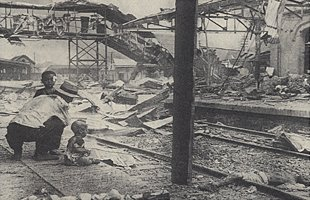
王小亭拍摄的另一张照片，于1937年12月发表于美国《观察》杂志上

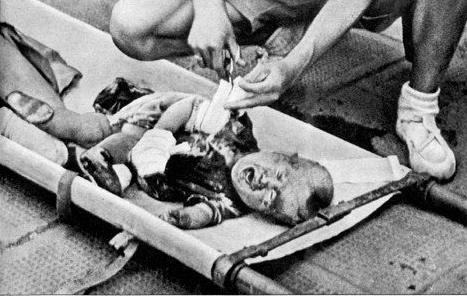
担架上的幼童接受急救

8月28日上午開始，越過港口的日軍，出動百多架次的轟炸機於上海進行戰略性轟炸。1930年代中期，上海共有上海北與上海南兩火車站，上海北火車站因為處於戰區，運輸於8月中旬停止。因此上海南火車站成為上海唯一交通通道。8月28日下午1時45分左右，日軍對張華浜周圍要點展開轟炸。其中，日軍飛機十二架次轟炸機執行任務時轟炸了南火車站（日軍隨後辯稱為誤炸），而該轟炸當場炸死700人，後經中方清算，上海南火車站轟炸所犧牲的上海市民共達千人左右。
此轟炸進行中，任職於美國赫斯特新聞社之新聞記者王小亭所在辦公地點，相當靠近南火車站。據王小亭自述，《中國娃娃》作品即是奔逃期間所拍攝作品。另外，依照相關16mm紀錄片記載，轟炸過程中，中國一位救難人員越過廢墟抱起一重傷幼童放置鐵軌旁，並隨即投入其他救援行動。而此被男子放置鐵軌旁的待救援重傷孩童即是王小亭該《中國娃娃》的攝影作品主角。
這卷赫斯特新聞社底片經王小亭沖洗後，隨即被美國的軍艦自上海送往菲律賓馬尼拉，再通過泛美航空飛機運抵美國紐約，並交售美國生活雜誌，成為該周刊當期封面。該照片不但扭轉美國對於中國抗日戰爭的觀點，也造成該期周刊於全世界熱銷。據生活雜誌估計，仅當期就有1.36億人看了這張照片。
因為此照片，日軍轟炸行為遭到全世界輿論抨擊。日軍隨後也因此辯稱南火車站並非該轟炸任務的目標，而該轟炸純屬轟炸飛機機員將火車站移動列車誤認為是從張華浜撤退至上海其他市區之中國國軍，更宣稱該轟炸純粹於誤炸。除此，日軍則懸賞10萬元緝拿該照片的拍攝者。

## 常见错误用法
有个别中国大陆的网民误以为此图的拍摄的背景是在南京大屠杀时的南京，因此此图有意无意间经常被误当作是南京大屠杀的日军暴行图。事实上，此图摄于1937年的上海淞沪会战期间。

### 引用
1. ↑  Doherty, Thomas.  2. Columbia University Press. 1999: 105  [2012-09-10]. ISBN 0-231-11635-7. （原始内容存档于2014-01-07）.
2. ↑  Tuchman, Barbara W. . Bantam Books. 1972: 214. ISBN 0-553-14579-7.
3. ↑  LIFE. 1937-10-04: 102. THE CAMERA OVERSEAS: 136,000,000 PEOPLE SEE THIS PICTURE OF SHANGHAI'S SOUTH STATION 缺少或|title=为空 (帮助)
4. ↑  Cameron, Mrs. Richard; Malcolm Rosholt. . Life (Time, Inc.). January 21, 1972, 72 (2): 27  [2017-04-07]. ISSN 0024-3019. （原始内容存档于2017-03-19）.
5. ↑  Van der Veen, Maurits. . Trafford Publishing. 2003: 262  [2017-04-07]. ISBN 1-55395-462-9. （原始内容存档于2019-05-10）.
6. ↑  Faber, John.  2. Courier Dover Publications. 1978: 74–75  [2017-04-07]. ISBN 0-486-23667-6. （原始内容存档于2019-05-10）.
7. ↑  Thomas, Lowell. . Morrow. 1977: 83–86. ISBN 0-688-03236-2.
8. ↑  . MilitaryHistoryNow.com.   [2021-06-09]. （原始内容存档于2021-06-09）.
9. 1 2  . Time (Time, Inc.). September 13, 1937  [2012-09-10]. （原始内容存档于2013-08-27）.
10. ↑  Camhi, Leslie. "Film: A Dragon Lady and a Quiet Cultural Warrior" （页面存档备份，存于）. The New York Times, January 11, 2004. Retrieved on July 3, 2011.
11. ↑  .   [2006-10-04]. （原始内容存档于2007-09-27）.